# Невељск
Невељск (рус. Не́вельск, јап. 本斗, Honto) град је у Русији. Административно је средиште Невелске општине у Сахалинској области. Град је назван у част адмирала Г. И. Невелскоја. Према попису становништва из 2010. у граду је живело 11682 становника.

## Становништво
Према прелиминарним подацима са пописа, у граду је 2010. живело становника, (%) више него 2002.
| 1959.  | 1970.  | 1979.  | 1989.  | 2002.  | 2010.  |
| ------ | ------ | ------ | ------ | ------ | ------ |
| 19.869 | 20.726 | 23.469 | 24.236 | 18.639 | 11.682 |